# HC Winsum

Hockeyclub (H.C.) Winsum is een Nederlandse hockeyclub uit het dorp Winsum in de gelijknamige gemeente, provincie Groningen, Nederland. De club werd op 24 december 1975 opgericht en was tot april 2020 geografisch gezien de noordelijkste hockeyclub van Nederland.

## Leden
Ongeveer tien jaar na oprichting bereikte de club haar hoogtepunt met 180 leden en veertien elftallen. Echter liep het ledenaantal terug, waardoor de club verschillende jaren (tot 2008) de kleinste hockeyvereniging van Nederland was. De laatste jaren ervaart HC winsum wederom ledengroei, is er met ingang van het seizoen 2012-2013 weer een eerste herenteam en met ingang van het seizoen 2015-2016 eveneens een eerste damesteam. Verder is er een tweede damesteam (30+), een veteranen herenteam en een zestal jeugdteams in verschillende leeftijdscategorieën. Ook huisvest de vereniging een recreatief 'trimhockey-elftal'.

## Tenue
Het tenue van de leden van HC Winsum bestaat uit een lichtblauw T-shirt, een zwarte broek/rok en zwarte kousen. Bij uitwedstrijden tegen een team met soortgelijke kleuren speelt Winsum met zwart shirt en/of lichtblauwe kousen.

## Accommodatie
Op 11 november 2006 kreeg Winsum als een van de laatste verenigingen in Nederland beschikking over een (zandingestrooid) kuntgrasveld. Een feestelijke 'opening' van dat veld volgde later dat seizoen, op 12 mei 2007. Sinds het seizoen 2014-2015 wordt dit veld - net als het aangrenzende, in 2013 opgeleverde clubhuis - gedeeld met korfbalvereniging DWA/Argo.